# François-Alphonse Aulard
François-Alphonse Aulard (Montbron, 19 de julio de 1849 - París, 23 de octubre de 1928) fue un historiador francés.
Fue el primer titular de la Cátedra de Historia de la Revolución francesa en la Sorbona. Allí fue profesor de Pierre Renouvin, quien alcanzaría la fama también como historiador.
De ideología radical-socialista, considera a Danton la figura principal de la Revolución. Fue uno de los primeros historiadores de la Revolución que se basó en auténticas investigaciones de archivo, con un corpus confirmado científicamente. 
Sus cuatro volúmenes del París bajo el Consulado son una fuente de información para toda persona que quiera estudiar dicho periodo histórico.